# NGC 1910
NGC 1910 (również ESO 56-SC99) – gromada otwarta powiązana z mgławicą emisyjną, znajdująca się w gwiazdozbiorze Złotej Ryby. Należy do Wielkiego Obłoku Magellana. Odkrył ją James Dunlop 3 sierpnia 1826 roku.